# Verliebt in Berlin
Verliebt in Berlin (kurz: „ViB“) ist eine deutsche Telenovela, die vom 28. Februar 2005 bis zum 12. Oktober 2007 in Sat.1 von Montag bis Freitag um 19:15 Uhr ausgestrahlt wurde.
Verliebt in Berlin wurde von der Grundy UFA TV Produktions GmbH in Zusammenarbeit mit Phoenix Film Karlheinz Brunnemann GmbH & Co. Produktions KG produziert. Sie basierte auf der kolumbianischen Telenovela Yo soy Betty, la fea. Es existiert ebenfalls ein Fernsehfilm zur Serie. Die Telenovela wurde nach der zweiten Staffel mangels Erfolg eingestellt.
Seit Mai 2012 strahlt der digitale Bezahlfernsehsender SAT.1 emotions und der frei empfangbare Sender Sat.1 Gold die gesamten Folgen von Verliebt in Berlin in unregelmäßigen Abständen wieder aus.

## Handlung

### Staffel 1

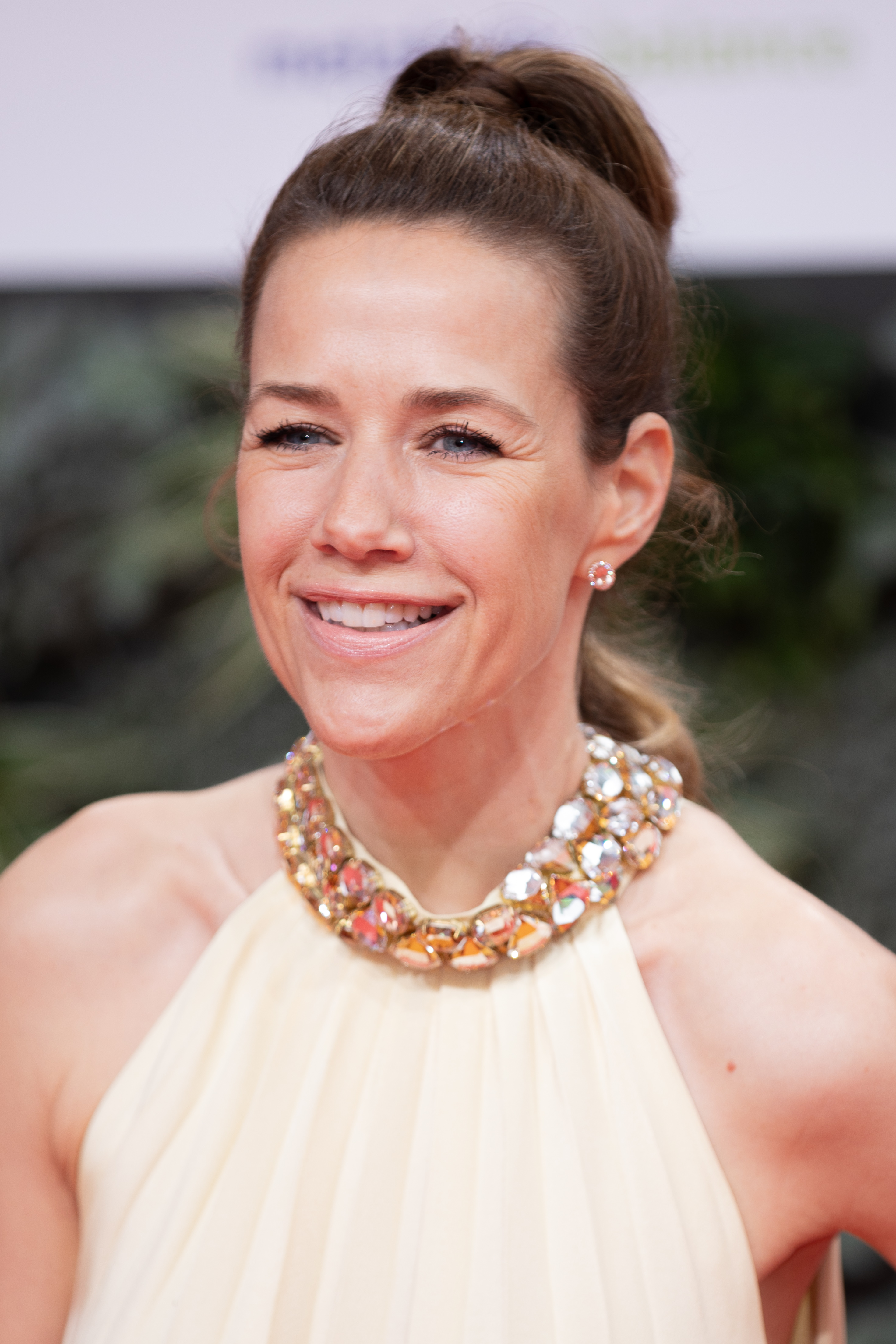
Alexandra Neldel spielt Lisa Plenske.

Die junge und als unscheinbar beschriebene Elisabeth „Lisa“ Plenske wächst in dem (fiktiven) Ort Göberitz in der Nähe von Berlin auf. Ihr Vater Bernd arbeitet zunächst im Baustoffhandel, später als Hausmeister der Familie Seidel. Ihre Mutter Helga, anfänglich Hausfrau, ist im Catering von Kerima Moda, einem erfolgreichen Modeunternehmen, tätig. Nach einem glänzenden Abitur und einer Ausbildung zur Einzelhandelskauffrau zieht es Lisa in die Großstadt Berlin. Als sie nach anfänglichen Schwierigkeiten bei Kerima Moda Arbeit findet, macht sie zunächst nur als Aushilfskraft im Catering auf sich aufmerksam. Umso mehr stört es die Mitarbeiter, dass Lisa bereits nach kurzer Zeit persönliche Assistentin des neuen Geschäftsführers David Seidel wird. Obwohl dieser anfangs kaum die Qualitäten seiner neuen Hilfskraft erkennt und Lisa von einem Fettnäpfchen in das nächste schickt, verliebt sie sich prompt unglücklich in ihren Vorgesetzten. Lisa findet vor allem Halt bei ihrem ehemaligen Schulfreund, dem Kioskbesitzer Jürgen Decker, der ihr auch in schwierigen Situationen mit Rat und Tat zur Seite steht. Nicht zuletzt dank seiner Unterstützung gewinnt Lisa stetig an Selbstbewusstsein und macht schließlich doch noch Karriere, als sie zunächst Geschäftsführerin der Tochterfirma B.Style und letztlich sogar Mehrheitseignerin und Geschäftsführerin von Kerima Moda wird.
Parallel dazu gelingt es Lisa über ihre gemeinsame geschäftliche Beziehung hinweg, auch eine innige Freundschaft zu David aufzubauen. Schließlich verliebt er sich in sie, wird jedoch von seinem rachsüchtigen Halbbruder Richard entführt. Nachdem er von der verzweifelten Lisa befreit werden kann, leidet er unter einem schweren Trauma, das ihm eine Beziehung zu Lisa unmöglich erscheinen lässt. Stattdessen möchte er die Welt umsegeln. Lisa gibt daraufhin dem Werben Robert Konrad „Rokko“ Kowalski nach und möchte diesen auch heiraten. David erwacht gerade noch rechtzeitig aus seiner Trance, um zu begreifen, dass er dabei ist, Lisa für immer zu verlieren und macht ihr ebenfalls einen Antrag. Doch Lisa lehnt ab. Sie ist entschlossen, Rokko zu heiraten. Am Tag der Trauung zögert sie jedoch vor dem Ja-Wort. Als die Zeremonie von einem Schuss unterbrochen wird und Lisa den von Richard von Brahmberg scheinbar angeschossenen David vor der Kirche vorfindet, erkennt sie, dass sie David immer noch liebt. Die beiden lassen sich sofort trauen. Anschließend segeln Lisa und David mit dessen Boot nach Tahiti.

### Staffel 2

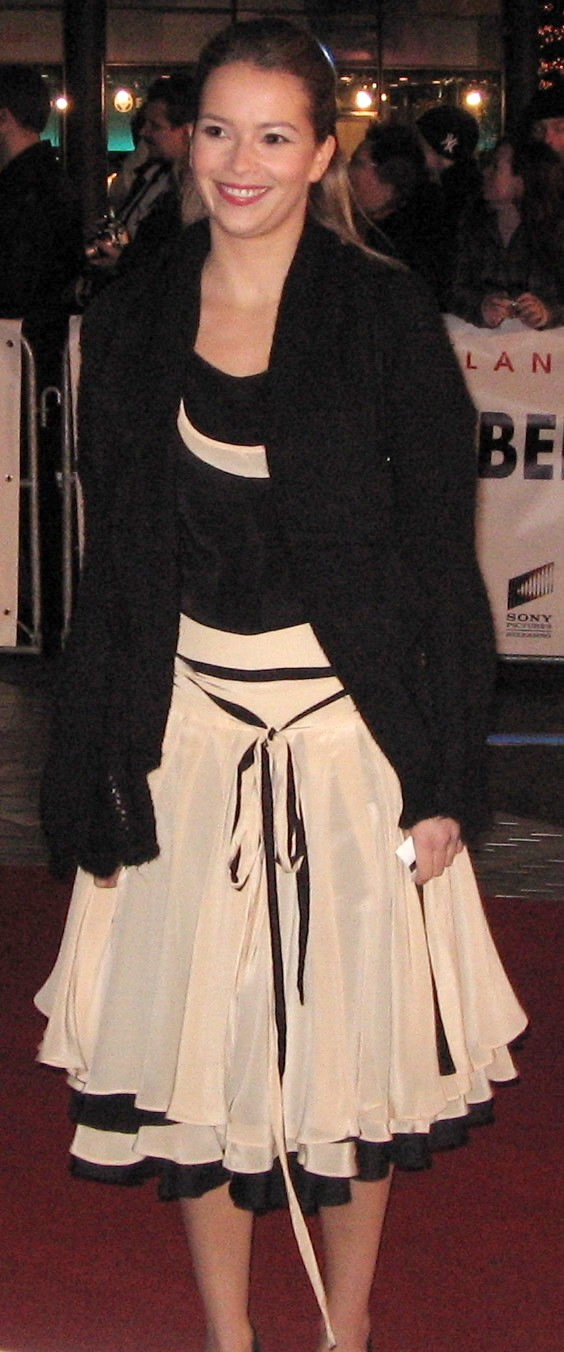
Laura Osswald spielt Hannah Refrath.

Bruno Lehmann, Lisas unbekannter Halbbruder, kommt nach Berlin, um nach der Flucht aus seiner (fiktiven) Heimatstadt Kahlene endlich seinen Vater Bernd kennenzulernen. Er verliebt sich in die verheiratete Jungdesignerin Nora Lindbergh. Nachdem es ihm jedoch endlich gelungen ist, ihr Herz zu erobern, muss sie erkennen, dass sie in Wahrheit nur die Erinnerung an ihre verstorbene große Liebe in ihm sieht. Sie trennt sich von ihrem Mann und kehrt nach Italien zurück um sich mit ihrer Vergangenheit auseinanderzusetzen.
Wenig später kehrt Hannah Refrath, eine begabte Jungdesignerin, die am Ende der ersten Staffel die Serie verließ, nach Berlin zurück und verliebt sich sofort in Bruno. Doch dieser hat inzwischen nur noch Augen für Davids jüngere Schwester Kim. Als Bruno und Kim schließlich ein Paar werden und heiraten wollen, begreift Bruno jedoch, dass sein Herz tatsächlich Hannah gehört, und er bläst die Hochzeit ab. Kim unternimmt daraufhin einen vorgetäuschten Suizidversuch, der sie jedoch in tatsächliche Gefahr bringt. Anschließend täuscht sie bei Bruno vor, von ihm schwanger zu sein. Hannah gibt ihn daraufhin frei, um für seine Familie da zu sein. Doch Bruno erfährt bald, dass Kim ihn belogen hat und ihr Noch-Ehemann Paolo in Wahrheit Vater ihres Kindes ist. Er trennt sich abermals. Derweil hat Hannah sich dazu entschlossen, mit ihrem neuen Freund Jan nach Los Angeles zu gehen, wovon sie jedoch absieht, als ihr abermals bewusst wird, wie sehr sie Bruno liebt.
Am vereinbarten Treffpunkt gerät Hannah jedoch in Kims Entführung durch Paolo und einem Gehilfen. Beide Frauen werden zusammen in einem alten Puppenlager im Kerima-Hochhaus gefangen gehalten. Während der ahnungslose Bruno verzweifelt seine Freundin sucht, kann diese Kim durch einen Trick befreien, da sie ihr den Kopf rasiert. Als Hannah schließlich kämpfend mit Paolo gefunden wird, schießt sie versehentlich Bruno an. Doch eine beherzte Aktion Hannahs rettet ihn und Paolo stirbt bei einem Sturz in einen Aufzugschacht. Wenig später heiraten die beiden. Nach der Hochzeit von reist das Paar zu David und Lisa nach Tasmanien, wo Letztere inzwischen Mutter eines Mädchens geworden ist. Hannah erfährt unterdessen von ihrer Mutter, dass ihre Cousine Jenny von zuhause ausgerissen ist. Keiner weiß, wo sie steckt. Sie bittet Hannah, sie bei der Suche nach Jenny zu unterstützen. Hannah findet Jenny, die sich bei einer Musicalschule beworben hat und auch aufgenommen wurde.

## Hintergrund

### Entstehung und Besetzung
Verliebt in Berlin basiert auf einer Idee der Berliner Phoenix Film. Bereits im Jahr 2004 lud der Phoenix-Chef Markus Brunnemann Sat.1-Verantwortliche rund um den Geschäftsführer Roger Schawinski zu einer Präsentation ein, um das Potenzial von Telenovelas und deren Hintergrund zu erörtern. Schawinski zweifelte zunächst daran, dass sich die melodramatischen Erzählelemente der ihm bekannten südamerikanischen Telenovelas angesichts der geringeren gesellschaftlichen Konflikte auf den deutschsprachigen Raum übertragen ließen. Brunnemann präsentierte daraufhin Ausschnitte der kolumbianischen Telenovela Yo soy Betty, la fea, die in den Jahren 1999 bis 2001 produziert worden war und sich nach Verkauf zum internationalen Quotenerfolg entwickelt hatte. Sie erzählte von der äußerlich unscheinbaren Assistentin Betty, die sich in der ihr fremden Modewelt ausgerechnet in ihren attraktiven Chef verliebt. Sat.1 gefiel die kitschreduzierte Tonalität der originalen Vorlage, deren „Stimmung in einer als real erlebten Business-Welt mit Mobbing, Arbeitslosigkeit, Karrierismus und Nepotismus einen Bezug zur Alltagswirklichkeit“ lieferte. Schon wenig später beauftragte man die Grundy UFA mit der Produktion der Serie und widmete sich zugleich der Lizenzierung der Sendung, in der sich die kolumbianischen Verantwortlichen als hartnäckig erweisen sollten. Da die wortwörtlich Übersetzung des Originaltitels (Ich bin Betty, die Hässliche) Sat.1 missfiel, wurde überdies nach einem neuen Namen für die Telenovela gesucht. Marktforschungsergebnisse machten Alles nur aus Liebe zum eindeutigen Favoriten unter den eingereichten Vorschlägen. Sat.1 begann daraufhin, die Produktion unter dem Titel in den Medien zu bewerben. Aufgrund der in Fankreisen üblichen Abkürzung des Titels fürchtete man später jedoch, sich mit ANAL und der gedanklichen Verknüpfung zu Analverkehr zu blamieren, und so wurde die Serie nach Vorschlag einer Mitarbeiterin kurz vor Sendestart in Verliebt in Berlin umbenannt.
Bei der Besetzung der Hauptrollen nahm man sich weitestgehend die Originaldarsteller von Yo soy Betty, la fea zum Vorbild. Gemäß Betty-Darstellerin Ana María Orozco hielt man für die Rolle der Lisa Plenske nach einer attraktiven Schauspielerin Ausschau, die nicht nur komödiantisches Talent hatte, sondern auch mit der industriellen Produktion einer täglichen Serie vertraut war und überdies bereits ein etabliertes Gesicht bei Daily-Soap-Zuschauern war. Erste Wahl war Alexandra Neldel, die von 1996 bis 1999 in einer gänzlich anderen Rolle in der RTL-Soap Gute Zeiten, schlechte Zeiten mitgewirkt hatte. Neldel trug in ihrer Rolle einen Fettanzug sowie Brille, Perücke und Zahnspange. Über die Besetzung der Rolle des David Seidel war hingegen noch bis zum Tag vor Drehbeginn keine Entscheidung gefallen. Erst spät in der Vorproduktion waren die Produzenten auf den bis dato vorwiegend unbekannten Schweizer Schauspieler Mathis Künzler aufmerksam geworden. Um ihn verpflichten zu können, wurde Künzler während der ersten Produktionswochen via Privatjet aus Zürich eingeflogen, wo er parallel zu den Dreharbeiten ein zuvor eingegangenes Theaterengagement vertragsgemäß zu Ende brachte.

### Produktion

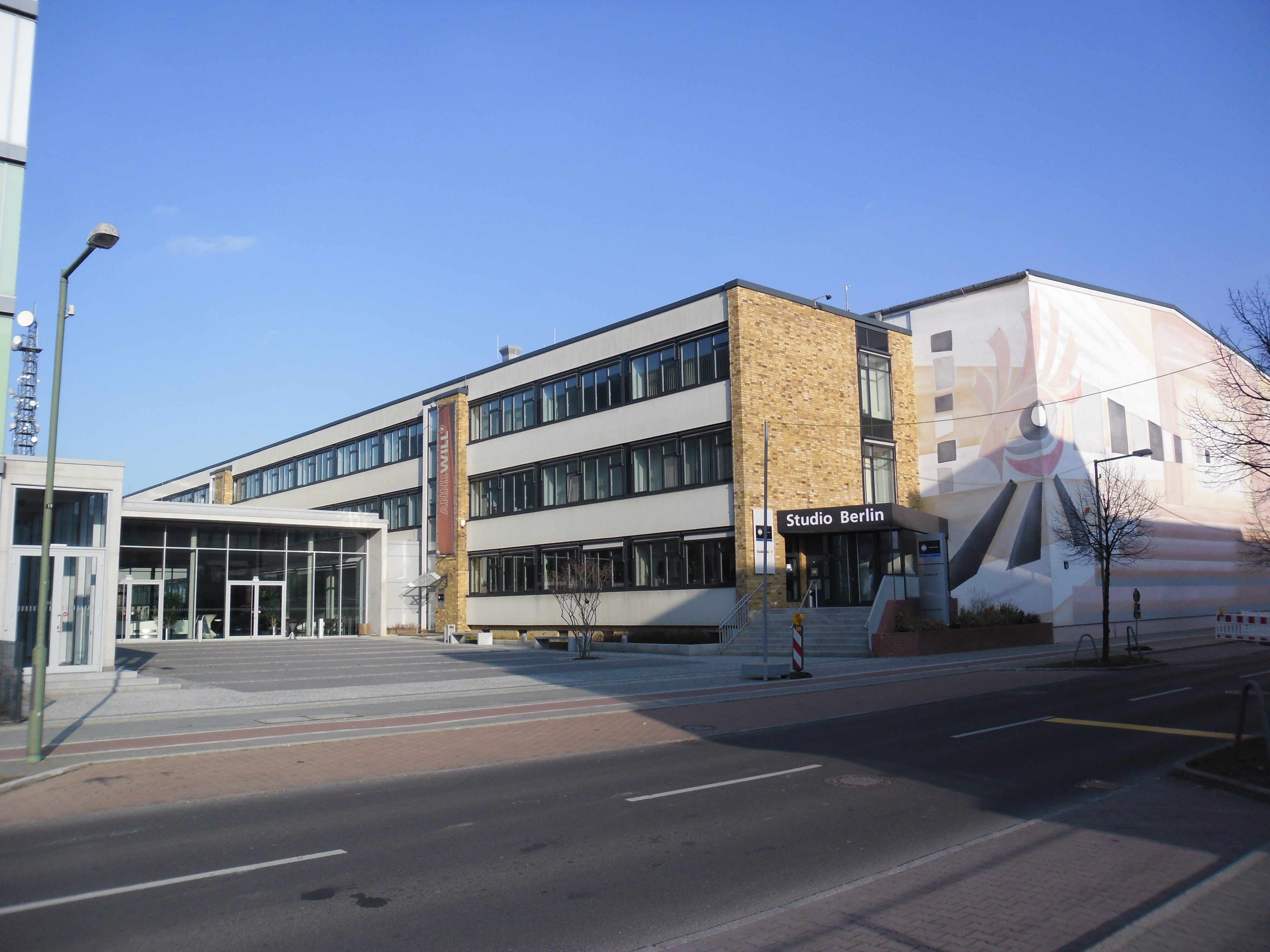
Gedreht wurde Verliebt in Berlin an rund zwanzig Sets im Studio Berlin Adlershof in Treptow-Köpenick.

Die Grundy UFA TV Produktions GmbH und Phoenix Film ließen für die Produktion in zwei Hallen des Studio Berlin Adlershof eigens rund zwanzig Sets entstehen. Anfänglich sollten dort 225 Episoden hergestellt und die Telenovela folglich während eines Jahres ausgestrahlt und genretypisch mit Happy End beendet werden. Wie Schawinski später äußerte, verpasste man bei Sat.1 jedoch den rechtzeitigen Produktionsbeginn des angedachten Nachfolgeformats Schmetterlinge im Bauch. Um die Entwicklung des neuen Programms als auch die hohen Marktanteile zur gewohnten Sendezeit weiterhin sichern zu können, beschloss man daher aufgrund des anhaltenden Erfolges des Formats, Verliebt in Berlin um weitere sechs Monate auf insgesamt 364 Episoden zu verlängern. Alexandra Neldel erklärte sich erst nach Erhöhung ihrer Gage bereit, weiterhin am Projekt mitwirken zu wollen. Zuvor gab sie in der Talkshow Beckmann an, an einer Fortsetzung nicht interessiert zu sein, da die Geschichte um die Serienfigur Lisa auserzählt sei. Mathis Künzler ließ sich ferner nur erneut verpflichten, nachdem ihm vertraglich zugesichert worden war, dass er eine achtwöchige Babypause erhalten würde. Um seine lange Abwesenheit zu erklären, erfanden die Autoren der Telenovela eigens einen neuen Handlungsstrang, in dem er in seiner Rolle als David entführt wurde.
Die Verlängerung der Serie bewog gleichwohl die Einführung neuer Charaktere, darunter Rokko Kowalski, gespielt von Manuel Cortez, der als zweite männliche Hauptrolle neben David um Lisas Gunst buhlen und das ursprünglich festgelegte Beziehungsgeflecht verändern sollte. Der Charakter stieß sowohl bei den Schauspielern als auch beim Publikum auf positive Resonanz und auch Neldel, die zu Künzler seit Drehbeginn ein gespanntes Verhältnis innehatte, gefiel die Vorstellung von einem alternativen Ende. So unternahm sie noch während der Verhandlungen über die Verlängerung der Serie den Versuch, sich vertraglich zusichern zu lassen, dass sie in ihrer Rolle der Lisa in der letzten Episode nicht David, sondern Rokko ehelichen würde. Bei den Verantwortlichen stieß Neldels Bedingung auf Kritik. Um sich mit der Schauspielerin jedoch nicht zu überwerfen, einigte man sich darauf, kurz vor dem Finale mittels einer Marktanalyse zu ergründen, welches Ende die Sendung nach Zuschauermeinung nehmen sollte. Folgerecht wurde für das am 1. September 2006 in der Primetime ausgestrahlte, über 90-minütige Finale zwei alternative Versionen gedreht, eines mit David und eines mit Rokko. Die in Auftrag gegebene Analyse kürte schließlich David zum Favoriten und späteren Gatten Lisas. Die Finalepisode avancierte zum Quotenerfolg. So verfolgten durchschnittlich 7,35 Mio. Menschen den Film (Marktanteil: 25,9 %). In der Zielgruppe schauten 4,33 Mio. Menschen zu, was zu einem Marktanteil von 38,6 % führte.
Drei Monate zuvor, im Juni 2006, war bekanntgegeben worden, dass Verliebt in Berlin aufgrund konstanter Quotenerfolge erneut verlängert werden würde. Da der Nachfolger Schmetterlinge im Bauch zu diesem Zeitpunkt bereits in Produktion gegangen war, unternahm man bei Sat.1 weitreichende Umgestaltungen, um beide Sendungen im Vorabendprogramm platzieren zu können. Auch Verliebt in Berlin durchlief Änderungen: Nach Ausscheiden von Neldel und Künzler führte man mit Bruno Lehmann, Lisas bis dato unbekanntem Halbbruder einen neuen Hauptcharakter ein. Mit dieser Kombination aus Verlängerung und Wechsel der Hauptfigur verließ die Produktion das klassische Telenovela-Konzept einer festgelegten Laufzeit und einer abgeschlossenen Geschichte um einen klaren Protagonisten und bewegte sich konzeptionell weiter in Richtung Daily Soap. Übernommen wurde die Rolle von Tim Sander, der dem Publikum wie Neldel bereits durch sein Spiel in Gute Zeiten, schlechte Zeiten in den Jahren 1998 bis 2002 bekannt war, während der weibliche Gegenpart mit Julia Malik besetzt wurde. Mit dem Ausstieg von Neldel zur zweiten Staffel brachen jedoch die Zuschauerquoten sukzessive ein; nach knapp 22 % Marktanteil zur Startsendung verzeichnete die Sendung Mitte Oktober 2006 nur noch weniger als 14 %. Von der Produktion gezogene Konsequenz dieser Entwicklung gegen Anfang des Jahres 2007 war der Austausch von Malik gegen Laura Osswald, die in der ersten Staffel zum Maincast gehört hatte und zum Staffelfinale ausgeschieden war. Die Rückkehr Osswalds hatte einen Anstieg der Gesamtzuschauerzahl zur Folge, in der werberelevanten Zielgruppe der 14- bis 49-Jährigen blieb ein relevanter Anstieg der Zuschauerzahl aus. Ab dem 16. April 2007 kehrte Neldel als Lisa für 16 Folgen für eine kurzzeitige Rückkehr zur Serie zurück. Die Rückkehr von Neldel brachte in der werberelevanten Zielgruppe der 14- bis 49-jährigen jedoch nur einen kurzzeitigen Aufschwung auf einen durchschnittlichen Marktanteil von 14,9 %. Bis August 2007 wurden 281 weitere Episoden produziert. Obwohl die Serie zunächst zum Jahresende 2007 abgeschlossen sein sollte, wurde die letzte Episode bereits am 12. Oktober 2007 ausgestrahlt.

### Merchandising

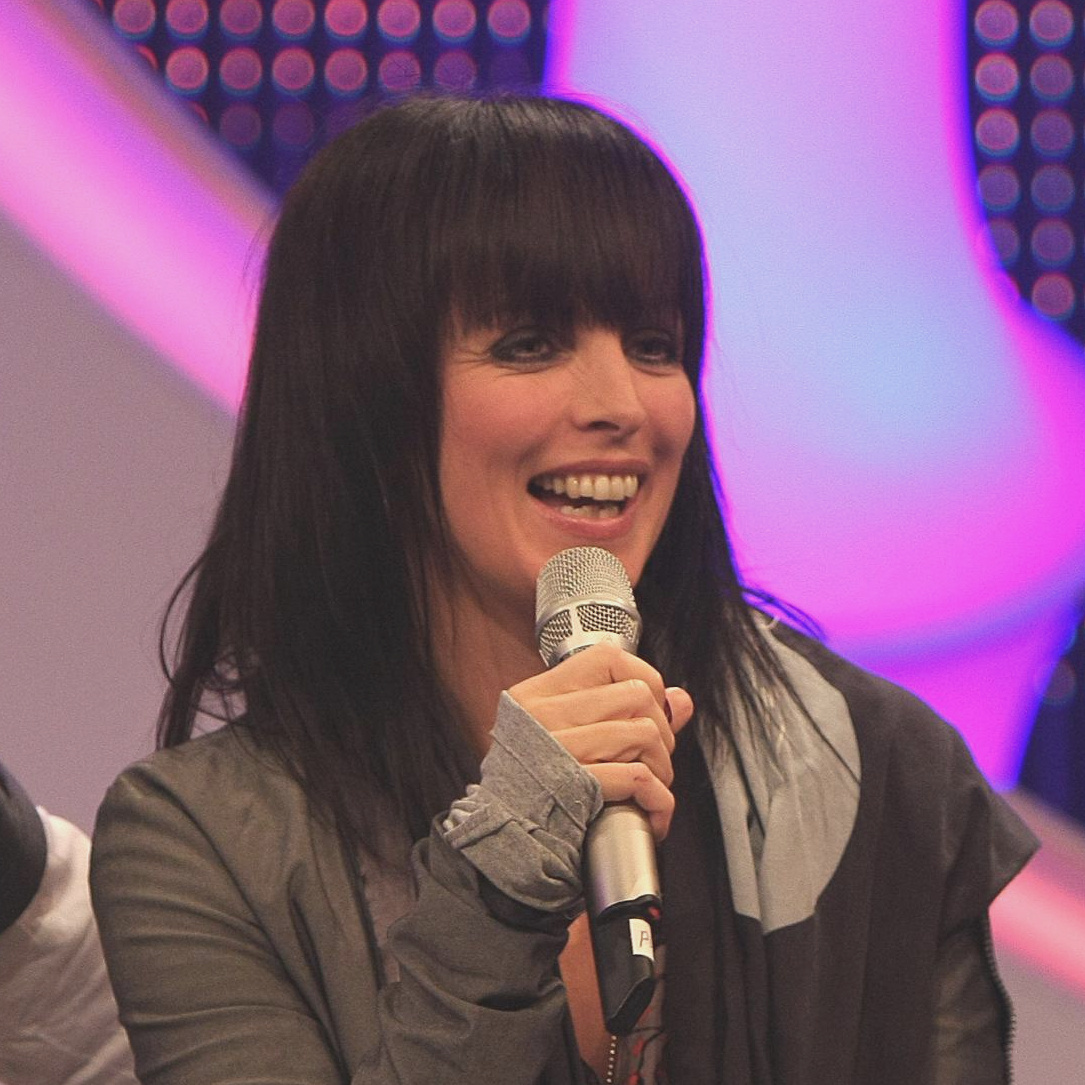
Nena erreichte mit „Liebe ist“, dem Titelsong zur Telenovela, Platz eins der deutschen Singlecharts.

Die Ausstrahlung von Verliebt in Berlin wurde von einer Reihe diverser Merchandising-Artikel begleitet, deren Zahl mit dem kommerziellen Erfolg der Sendung stetig anstieg. Der Start der Telenovela wurde vom Titelsong „Liebe ist“, der ersten Singleauskopplung aus Nenas 14. Studioalbum Willst du mit mir gehn (2005), begleitet. Das Lied wurde von Kritikern und Hörern gleichermaßen positiv aufgenommen und avancierte zum Charterfolg. In Deutschland war „Liebe ist“ Nenas erster Nummer-eins-Hit seit Erscheinen von „99 Luftballons“ im Jahre 1983. Im August 2005 erschien erstmals Verliebt in Berlin – das Magazin, ein monatliches Fanmagazin, das sich vorwiegend an Mädchen und junge Frauen von 14 bis 19 Jahren richtete und dessen Themenportfolio Mode, Beauty, Lifestyle, Backstage-News und Reportagen umfasste. Verlegt wurde die Publikation von Cultfish Entertainment, dem Teenager-Label des Egmont Ehapa Verlags; die Startauflage des Heftes lag bei 266.000 Exemplaren. Zur ersten Staffel erschienen des Weiteren zehn Romane, drei Soundtracks und ein PC-Adventure-Spiel auf dem Markt.
In unregelmäßigen Abständen wurden zur ersten Staffel außerdem 18 DVD-Boxen und -Specials veröffentlicht. Weiterhin sind drei Verliebt in Berlin-Spezial-DVDs mit den Sondersendungen, die während der Sendepause zur Fußball-Weltmeisterschaft 2006 produziert wurden, erschienen. Nach Ausstrahlung des Finales im September 2006 entschied sich Sat.1 nach enormem Drängen der Fans dazu, auch das alternative Ende, in dem Lisa Rokko ehelicht, zu veröffentlichen. Es erschien erstmals als kostenlose Beigabe des Romeo-und-Julia-Projekts der beiden Verliebt-in-Berlin-Darsteller Lara-Isabelle Rentinck und Manuel Cortez am 27. Oktober 2006. Am 8. Dezember 2006 erschien überdies Verliebt in Berlin – Das Ja-Wort, ein SteelBook in Form eines Herzens, das neben den beiden als Finale intendierten Enden auch ein drittes, als „Spaß-Finale“ bezeichnetes knapp vierminütiges Special enthält, in dem die Hauptfigur Lisa Richard heiratet und die enttäuschten Heiratskandidaten Rokko und David schließlich ein Paar bilden. Selbiges Finale, das sich Künzler und Cortez selbst ausgedacht hatten und das eine satirische Art von Hommage an Ang Lees Spielfilm Brokeback Mountain (2005) darstellen sollte, wurde erstmals im Jahr 2008 im Rahmen der Serienwiederholung auf 9Live ausgestrahlt. Auch zur zweiten Staffel erschienen darüber hinaus nachfolgend DVDs.
ProSiebenSat.1 Media-intern wurde Verliebt in Berlin ferner in einer Reihe hauseigener Programme per Crossover-Promotion beworben. Hintergründe und Specials zur Serie wurden so unter anderem im Boulevardmagazin Blitz sowie im Sat.1-Frühstücksfernsehen ausgestrahlt. Im Oktober 2005 wurde erstmals die Modemarke B.Style, die zunächst nur fiktiv in der Serie existierte, auf der YOU-Jugendmesse in Berlin präsentiert. Nachfolgend war B.Style im Rahmen einer eigenen Kollektion in Colloseum-Läden in Deutschland zu finden. Nach Absetzung der Serie war die Geschichte der Hauptfiguren überdies in Form von Tagebucheinträgen und fiktiven Mails auf der Website von Verliebt in Berlin weiterzuverfolgen.

### Internationale Ausstrahlung
Bereits Mitte März 2005 verdoppelte sich der Marktanteil bei Sat.1 Schweiz. Auch in Österreich lag der Marktanteil bei den 12- bis 29-jährigen Frauen bei 16 Prozent.
Ab Januar 2006 sendete der private ungarische Fernsehsender TV2 eine synchronisierte Fassung der deutschen Version unter dem Titel Lisa csak egy van. Auch der größte französische Fernsehsender TF1, das belgische RTL TVI sowie das Westschweizer Fernsehen TSR sendeten eine synchronisierte Fassung mit dem Titel Le destin de Lisa/Le destin de Bruno. Somit erfolgte eine Ausstrahlung auch im frankophonen Kanada. In der Slowakei wurde die Serie mit dem Namen Zamilovaná v Berlíne beim Fernsehsender TV JOJ ausgestrahlt, in Bulgarien unter dem Titel Vljubena v Berlin. Auch nach Litauen (Miila lielaa pilseetaa) wurde die Serie verkauft, die Ausstrahlung in der Ukraine erfolgte ab November 2007 (Okhannia V Berlini).

## Resonanz

### Kritiken
Zum Serienstart erhielt die Telenovela gemischte Kritiken. Der Spiegel befand, dass sich die Produktion einem „bewährten Rezept“ bediene: „Im Laufe der über 200 Folgen darf Alexandra Neldel alias Lisa Plenske aus der brandenburgischen Provinz in Berlin sesshaft werden, Zahnspange, Brille und überflüssige Kilos ablegen und vermutlich dem Modeprinz David Seidel in die Arme sinken. Vielsagende Blicke kündigen es bereits in der ersten Episode an. Immerhin: Statt Latino-Dramatik gibt es in der deutschen Version gelegentlich etwas zu lachen.“ Stern urteilte, dass vor allem der gewählte Sendeplatz für Fans von Vorabend-Serien perfekt sei und Verliebt in Berlin „genau in die Lücke zwischen die früheren Neldel-Projekte Berlin, Berlin und Gute Zeiten, schlechte Zeiten“ lasse. Das Magazin hob vor allem Neldels Darstellung hervor: „Es spricht also nichts dagegen, dass sich die tollpatschige Lisa Plenske mit ihrem anrührend-naiven Charme und dem – trotz Zahnspange – unwiderstehlichen Lächeln in die Zuschauerherzen stiehlt.“
Quotenmeter.de schrieb zum Start der zweiten Staffel: „Das neue Verliebt in Berlin ist überraschend neu, obwohl nicht sonderlich viel geändert wurde […] Wenn am Montag Tim Sander als neuer Hauptdarsteller in die Sendung eintritt, wird Verliebt in Berlin sehr lustig. Denn Bruno ist ein Tollpatsch, ihm passieren viele Missgeschicke, was den Zuschauer zum Lachen anregt. Die Produktionsfirma hat dazu einen gesunden Mix geschaffen: Es wird Situation Comedy (Sitcom) verwendet, Slapstick und Brunos eigner, wenn er sich über andere lustig macht.“

### Zuschauer
Obwohl die Kernzielgruppe der Serie junge Frauen darstellte, waren 15,5 Prozent männliche Zuschauer zwischen 14 und 49 Jahren. Einer selbst von Sat.1 in Auftrag gegebenen und Mitte 2005 von TNS Emnid durchgeführten Studie unter 4300 Personen zufolge sind fast dreiviertel aller regelmäßigen Zuschauer weiblich und zwischen 14 und 49 Jahren alt. Bildungsniveau und Einkommen sind eher gering, was hauptsächlich auf die insgesamt recht junge Zuschauergruppe zurückgeführt wird.
Fans von Verliebt in Berlin sind lustbetont und optimistisch; Mode und Lifestyle werden überbewertet. Dagegen werden rationale Werte mehrheitlich abgelehnt; kritisches Denken ist den Zuschauern der Studie folgend „eher fremd“. Durch die zentrale Stellung von Kerima Moda werden Fans häufig zu Diskussionen über modische Dinge angeregt; beim Shopping gibt man öfter mehr aus als geplant. Im Vergleich zu Stammsehern ähnlicher Fernsehformate lässt sich feststellen, dass sich Verliebt-in-Berlin-Fans in ihrer Wertehaltung deutlich unterscheiden. Die größten Ähnlichkeiten sind mit den Gute Zeiten, schlechte Zeiten-Sehern zu erkennen; dabei sind Verliebt-in-Berlin-Fans aber noch lustbetonter.
Eine große Zahl der Zuschauer trifft sich zum Schauen der Telenovela gerne in Gruppen; das Fernsehschauen ist somit ein tägliches Ritual mit sozialem Charakter. Den Erfolg der ersten Staffel der Telenovela erklärte sich die Studie über das große Identifikationspotential mit Lisa Plenske – die Zuschauer ähneln der Hauptperson in einigen Aspekten deutlich.
Interessant für Werbekunden ist Verliebt in Berlin, da sich deutlich überdurchschnittlich viele Zuschauer gerne Werbung anschauen und sich auch durch Tipps aus der Werbung beeinflussen lassen (Sat. 1 erhöhte bspw. im März 2005 die Werbepreise). TNS Emnid schließt aus der Studie für die Produktbereiche Parfüm, Mode, Süßwaren und Körperpflege eine „besonders große Offenheit der Stammseher für Werbebotschaften“.

### Auszeichnungen
2005 gewann die Telenovela den Deutschen Fernsehpreis in der Kategorie Beste Tägliche Serie. Im Folgejahr erhielt sie beim Rose d’Or die Goldene Rose – in der Kategorie Soap. Zudem erhielt Alexandra Neldel die Goldene Rose in der Kategorie Soap-Darstellerin.

## Örtlichkeiten
Kerima Moda

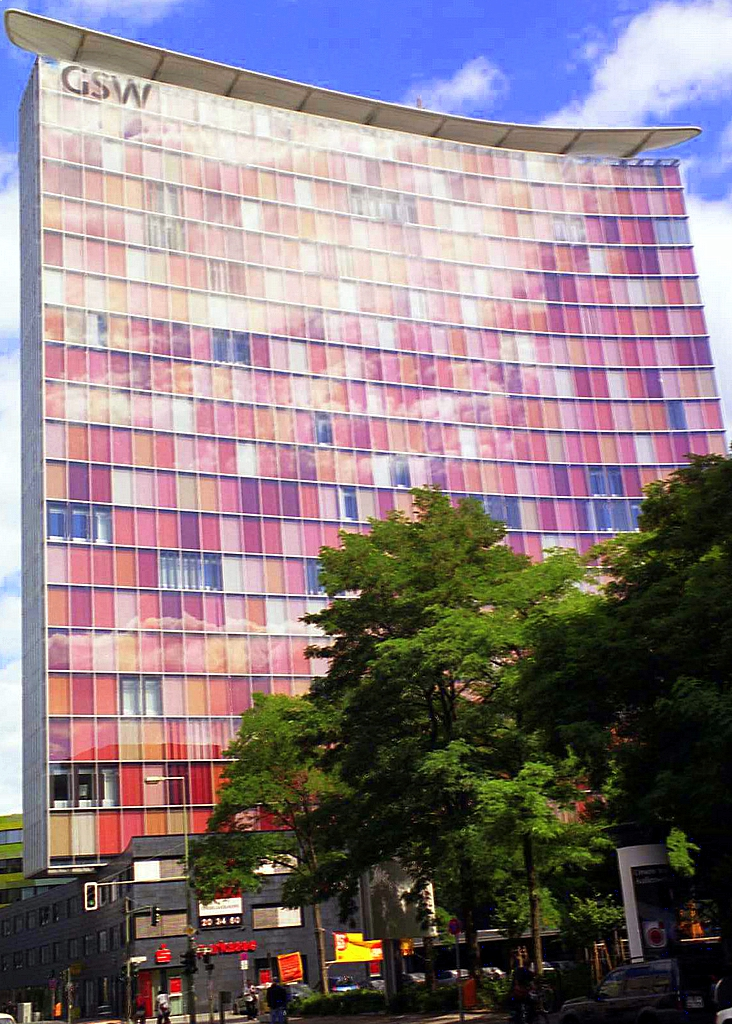
Als Gebäude der fiktiven Kerima-Moda-Firma diente das Hochhaus der GSW in Berlin-Kreuzberg.

Kerima Moda tritt bei Verliebt in Berlin erstmals in Episode 1 in Erscheinung. Die Firma ist das zentrale Gebäude in der Serie. Alle Hauptdarsteller arbeiten dort oder haben wenigstens etwas mit dem Modeunternehmen zu tun. Für die Kulisse der Lobby wurde das Studio extra so gebaut, dass die Kamera eine 360°-Drehung absolvieren kann. In der Lobby existieren viele Arbeitsbereiche oder Eingänge zu Büros:
- Der Empfang: Der Empfang tritt erstmals in Episode 1 in Erscheinung, als sich Lisa als Bewerberin für die Assistentenstelle vorstellt. Der Empfang ist ein Schreibtisch, der sich unmittelbar in der Nähe der Aufzüge befindet. In Staffel 1 wurde der Empfang von Sabrina Hofmann geleitet, in der darauffolgenden Staffel von Doreen Vogel. Vertretungsweise war auch Ariane Sommerstädt am Empfang eingestellt.
- Das Catering: Das Catering befindet sich ebenfalls in der Lobby von Kerima Moda. In Episode 1 tritt es erstmals in Erscheinung, als sich Lisa dort vermeintlich als Assistentin vorstellt. Hinter dem Tresen existieren ein paar wenige Tische für die Belegschaft, welche dort ihre Nahrung zu sich nehmen kann. Das Catering wurde anfangs von Agnes Hetzer, später zusammen mit Boris Wudke geleitet. Nach Agnes’ Weggang übernahm dies Helga Plenske.
- Das Atelier: Das Atelier ist der kreative Bereich bei Kerima. Zum ersten Mal trat es in Folge 8 in Erscheinung. Das Atelier ist kein eigener Raum; er wird alleinig durch einen Vorhang von der Lobby getrennt. Im Atelier hat hauptsächlich Hugo Haas das Sagen. Auch Hannah Refrath und Nora Lindbergh arbeiteten dort als Designer.
- Der Laufsteg: Ebenfalls in der Lobby befindet sich ein kleiner Laufsteg, der hauptsächlich für private Modenschauen für Boutiquenkäufer benutzt wird. Der Laufsteg trat erstmals in Folge 1 in Erscheinung, als Hugo für die anstehende Modenschau Models angeschaut hat.
- Büro des Geschäftsführers: Durch die Lobby gelangt man in das Büro des Geschäftsführers durch eine Tür, vor welcher der Schreibtisch der persönlichen Assistentin steht. Erstmals wurde das Büro in Folge 1 gezeigt, wo David, Friedrich und Richard ein Krisengespräch hielten. Das Büro ist in einem Blauton gehalten. Anfangs gehörte das Büro David Seidel, seit Staffel 2 ist es in Besitz von Friedrich. Als Kim Chefin wurde, hatte sie ebenfalls ein Büro, allerdings nicht dieses.
- Büro des stellv. Geschäftsführers: Nur einen Gang entfernt befindet sich das Büro des stellvertretenden Geschäftsführers. Zum ersten Mal trat das Büro in der 6. Episode in Erscheinung. Der Geschäftsführer war anfangs Richard. Nach seiner Verhaftung übernahm Sophie das Büro. Der Raum ist in einem düsteren Braunton gehalten.
- Personalbüro: Das Personalbüro befindet sich hinter dem Catering. Es ist das Büro des Personalchefs Max Petersen, später Sven Lindbergh. Das Personalbüro trat erstmals bei Lisas Vorstellungsgespräch in Episode 1 in Erscheinung. Die Sekretärin hat den Platz vor dem Büro.
- Die Toiletten: Die Toiletten von Kerima sind sehr nobel und wohltuend ausgestattet. Anders als in vielen Firmen kann man in den Badezimmern auch duschen und sich mit richtigen Handtüchern die Hände abtrocknen. Auffällig ist, dass für die Herren- sowie die Damentoilette jeweils die gleiche Kulisse bespielt wurde, alleinig die Handtücher waren bei den Herren blau und bei den Frauen lila.
- Das Stofflager: Das Stofflager befindet sich mit einem direkten Durchgang hinter dem Atelier und dort sind sämtliche Stoffe gelagert. Durch das Stofflager gelangt man in Lisas altes Büro. Zum ersten Mal tauchte die Kulisse in der vierten Episode auf, in einer Szene, in der Inka einen Kaugummi von Lisas Gesäß zu lösen versucht.
- Der Kopierraum: In den Kopierraum gelangt man durch das Catering. Zum ersten Mal trat dieser Raum in Episode 21 in Erscheinung. In dem Kopierraum spielte sich ein One-Night-Stand zwischen Friedrich und Inka ab.
- Abstellkammer: Die Abstellkammer existiert nur in den ersten Episoden. Zum ersten Mal sah man sie in Episode 4, zum letzten Mal in Episode 7. Dies war Lisas zeitweiliges sanierungsbedürftiges Büro, welches sonst als Abstellkammer genutzt wurde. Durch das Stofflager kam man zu dem Raum. Nachdem David ihre Qualifikationen erkannt hat, darf sie in sein Vorzimmer umziehen.
- Mariellas Büro: Mariellas PR-Büro befindet sich nicht direkt an der Lobby, sondern in einem der hinteren Gänge. Das Büro ist sehr geräumig ausgestattet und hat einen Rosaton. Nach Mariellas Abgang trat es nicht mehr in Erscheinung, denn der neue PR-Chef Rokko Kowalski bekam für seine Arbeit ein neues Büro. Das Büro trat erst relativ spät in Erscheinung, zum ersten Mal wurde es in Episode 68 bespielt.
- Lisas Büro: Als Lisa Mehrheitseignerin wurde, kam sie in ein eigenes Bürozimmer. Dieses befand sich ebenfalls im hinteren Gang und wurde in einem warmen Rot-Braun-Ton dekoriert. Ebenfalls war ihr Büro sehr geräumig. Erstmals trat dieses Büro in Episode 159 in Erscheinung.
- Rokkos Büro: Rokko Kowalski hatte für seine PR-Arbeit das Büro direkt neben Lisas. Somit waren sich die Büros bis auf die Innenausstattung gleich.

S-Bahn

Die S-Bahn ist eine wichtige Örtlichkeit bei ViB. Sie wird nicht im Studio gedreht, sondern in einer realen S-Bahn. Lisa wird dort immer begleitet, wenn sie sich auf dem Weg von Berlin nach Göberitz mit der S-Bahn begibt. Dies geschah zum ersten Mal in der ersten Episode. Im Laufe der Zeit nutzten auch andere Charaktere die S-Bahn.
Plenskes Haus

Plenskes Haus und alle Räumlichkeiten dort trat erstmals in Episode 1 in Erscheinung. Die Plenskes wohnen dort schon seit einigen Jahren. Nachdem Lisa nach der ersten Staffel ausgezogen ist, zog Bruno zu Bernd und Helga.
- Der Wohnbereich: Der Wohnbereich ist altmodisch eingerichtet. Der Mittelpunkt des Raumes ist das Sofa, welches zum Fernsehen benutzt wird. Durch den Wohnbereich gelangt man mit einer Treppe in die obere Etage. Im Wohnbereich werden auch die Mahlzeiten zu sich genommen.
- Die Küche: Die Küche der Plenskes war anfangs sehr spärlich und altmodisch eingerichtet. Nach einem großen Ehestreit deswegen, sanierte Bernd die Küche komplett neu. Neben der Küche befindet sich eine Tür, welche zum Wintergarten führt. Durch die Küche kann man direkt durch eine Öffnung das Essen auf den Tisch geleiten.
- Lisas Zimmer: Lisas Zimmer ist für ihr Alter sehr kindlich eingerichtet. Das Zimmer ist vollgeschmückt mit Kuscheltieren, Boygroup- und Pferde Poster. Nachts vor dem Schlafengehen setzt sich Lisa regelmäßig auf die Fensterbank und philosophiert über den vergangenen Tag.
- Der Wintergarten: Der Wintergarten der Plenskes ist erstmals in Episode 15 zu sehen. Von der Küche kommt man direkt dorthin.

Das Wolfhardts

Das Wolfhardts ist ein High-Society-Restaurant unmittelbar in der Nähe von Kerima Moda. Die höhere Gesellschaft geht dort regelmäßig essen. In Episode 1 trat es erstmals in Erscheinung, als David und Mariella das Restaurant besuchten. Timo arbeitete dort auch zwischenzeitlich nebenberuflich. Im Wolfhardts finden auch vereinzelt Events, wie zum Beispiel die Modemesse, statt.
Die Tiki-Bar

Die Tiki-Bar ist eine Szenebar ebenfalls in der Nähe von Kerima. Der ein oder andere Mitarbeiter geht dort gern einmal am Abend etwas trinken. Die Bar ist im Tiki-Stil eingerichtet. Seit Anfang an arbeitet dort der Barkeeper Luke. Yvonne arbeitete dort bis zu ihrer Babypause ebenfalls. Erstmals trat die Bar in Episode 1 in Erscheinung, als David sich dort mit Max verabredet hat.
Villa Seidel

Die Villa Seidel tritt erstmals in Episode 2 in Erscheinung. Dort bekommt Mariella Besuch von ihrem Bruder Richard. Die Adresse ist die Gümmersdorferallee 203. Haupt- und Angelpunkt ist das große Wohnzimmer, welches einem Ballsaal gleicht. Man kommt durch das Wohnzimmer direkt zum Wintergarten, und eine große Treppe führt zu den anderen Zimmern nach oben. Alleinig Lauras und Friedrichs Schlafzimmer liegt im unteren Bereich. Dieses wurde allerdings nie gezeigt.
- Davids Wohnbereich: Davids Wohnbereich liegt im Westflügel der seidelschen Villa. An das Wohnzimmer von David und Mariella, welches als Kulisse existiert, grenzt auch ein Bad sowie ein Schlafzimmer an. Zum ersten Mal sah man Davids Wohnbereich in Episode 4. In Episode 206 ist das Schlafzimmer von Mariella und David zu sehen.
- Kims Zimmer Kims Zimmer existiert seit der neunten Episode. Es ist sehr luxuriös und doch teeniehaft ausgestattet. In ihrem Zimmer dominieren vor allem grelle Farben.

Loft von Brahmberg

Sophie und Richard wohnen beide in einem luxuriösen Loft mit Dachterrasse. Zum ersten Mal sah man das Loft in Episode 3. Richard hat die Wohnung unter Sophie, welche von den Räumlichkeiten sowie von der Ausstattung so gut wie gleich ist. Wie schon in Richards Büro ist bei den von Brahmbergs alles in dunklen Tönen gehalten. Dies symbolisiert das Böse in der Familie.
Kiosk

Der Kiosk befindet sich gegenüber dem Modekonzern Kerima Moda. Zum ersten Mal tritt der Kiosk bei einem Einkauf von Lisa in Episode 5 in Erscheinung. Gepachtet wird der Kiosk bis zur letzten Episode von Jürgen Decker. Anschließend wurde er an Helga Plenske übergeben, welche schon zuvor bei Jürgen im Kiosk als Aushilfe fungierte. Ebenfalls arbeitete bei Jürgen Yvonne Kuballa, wenn Jürgen nicht konnte. Im Hinterzimmer des Kiosks ist ein Hausflur, der in die WG führt. Ebenfalls gelangt man durch den Hausflur in Jürgens private Gemächer. Sein Zimmer ist sehr studentenhaft eingerichtet und trat erstmals in Episode 9 in Erscheinung.
WG

Die Wohngemeinschaft bei Verliebt in Berlin existiert seit Episode 10. Sie liegt im selben Haus wie Jürgens Kiosk und befindet sich direkt über Jürgens Zimmer im ersten Stock. Die WG ist sehr spartanisch eingerichtet. Im selben Haus wohnte einige Zeit auch Alexander Greifenhagen in der Wohnung über der WG. Hannahs Zimmer wurde zum ersten Mal in Episode 30 gezeigt, Yvonnes in Episode 63.
- Bewohner:
- Episode 1–34: Hannah Refrath, unbekannte Bewohnerin
- Episode 34–35: Hannah Refrath
- Episode 35–264: Hannah Refrath, Yvonne Kuballa
- Episode 265–?: Hannah Refrath, Timo Pietsch

## Drehorte
Die meisten Szenen wurden im Studio gedreht. Bei Szenenwechseln werden meistens kurze Blicke auf Berliner Straßen oder Gebäude gezeigt, die aber keinen Bezug zur Handlung haben. Darüber gibt es auch verschiedene reale Drehorte wie:
Kerima Moda
Im Vorspann schwenkt die Kamera von einem Hochhaus am Potsdamer Platz rasch nach rechts zum Kerima Moda Haus. In Wirklichkeit steht das Gebäude in der Charlottenstraße 4 Ecke Rudi-Dutschke-Straße.
Plenskes Haus
Das Film-Haus der Plenskes steht in einem Außenbezirk von Berlin. Es handelt sich hierbei um ein Wohnhaus in Privatbesitz.
Villa Seidel
Das Anwesen wird sehr häufig von außen gezeigt. Im Garten und im Eingangsbereich wurden auch einige Szenen mit den Darstellern gedreht. Es steht in der Pacelli Allee 19/21. Siehe auch Liste der Kulturdenkmale in Berlin-Dahlem.
Kiosk
Jürgens Kiosk befindet sich angeblich in unmittelbarer Nähe zum Kerima Gebäude. Das Eckhaus, das fast vor jeder Kiosk-Szene eingeblendet wird, steht aber in Kreuzberg Tempelherrenstraße 8.
Richards Loft
Zu der luxuriösen Wohnung gibt es eine einzige Außenaufnahme: In Folge 157 wartet David auf Richard vor dessen Haustüre. So wird Richards Adresse offenbart: Mauerstraße 1. Die Haustüre ist real, sie führt aber nicht in ein Wohngebäude, sondern ist der Nebeneingang eines Cafés.
Mariellas und Davids Traumhaus
Die prächtige Villa wird ab Folge 62 regelmäßig gezeigt, immer im Zusammenhang mit Davids Nebenbuhler Lars. Das Baudenkmal steht in der Korserstraße 8–12. Die vielen authentischen Innenaufnahmen, die in der Serie gezeigt werden, sind einzigartig. Siehe auch Liste der Straßen und Plätze in Berlin-Dahlem.
Tiki Bar
Die Außenansicht der Tiki Bar war die Riva Bar in der Dircksenstraße 142. Inzwischen ist die Bar allerdings geschlossen.
Kims bevorzugter Blumenladen
In Folge 42 kauft Kim Blumen bei ihrem Lieblingshändler ein. Das Geschäft war in der Dircksenstraße 50, nicht weit von der Tiki Bar entfernt.
Mausoleum der von Brahmbergs
In Folge 43 hält Friedrich eine Rede am Todestag seines Geschäftsfreundes. Die Szene wurde am Grabmal von Julius Pintsch auf dem St. Georgen Friedhof am Prenzlauer Berg gedreht.
Die Galerie
Bei einem Empfang in einer Galerie lernt Mariella in Folge 52 den Architekten Lars van der Lohe kennen. Die Galerie war in der Wielandstraße 26.
Die Togaparty und der Polterabend
In Folge 163 begleitet Lisa Richard zu einer Togaparty, wobei sie beinahe von der Dachterrasse in die Tiefe stürzt und in letzter Sekunde von Richard gerettet wird. Die Szene wurde auf dem Dach des E-Werk in der Mauerstraße 78–80 gedreht. Die gleiche Location war auch Drehort des Polterabends im Hochzeitsfilm.
Lisas Tanz an der Stange
In Folge 227 trifft sich Lisa zu einem ersten Arbeitsfrühstück mit Rokko Kowalski und legt einen heißen Auftritt an der Tanzstange hin. Die Außenaufnahme des Nachtclubs zeigt die „Rattenburg“ in der Gottlieb-Dunkel-Straße 19. Das Gebäude wurde wenig später abgerissen.
Lisas Kieferorthopäde
Im Hochzeits-Spielfilm lässt sich Lisa die Zahnspange entfernen. Drehort für die kieferorthopädische Praxis war An den Treptowers 1.
Die Kirche
Die Trauung im Spielfilm fand in der Dorfkirche in Berlin-Lübars statt.

## Besetzung
In grüner Farbe stehen alle Bemerkungen, die nach der Soap (in Lisas und Hannahs Tagebuch auf der Webseite) entstanden sind

### Protagonistenpaare
| Schauspieler                                                      | Rollenname                                  | Episoden                | Zeitraum       | Bemerkungen |
| ----------------------------------------------------------------- | ------------------------------------------- | ----------------------- | -------------- | --- |
| David und Lisa: Episode 1–364 & Spielfilm                         |                                             |                         |                | |
| Alexandra Neldel                                                  | Elisabeth „Lisa“ Maria Seidel, geb. Plenske | 1–364 Spielfilm 519–534 | 2005–2006 2007 | ehemalige Aushilfe im Catering von Kerima Moda, ehemalige Sekretärin der Geschäftsführung von Kerima Moda, ehemalige Geschäftsführerin von B-Style, ehemalige Mehrheitseignerin von Kerima Moda Tochter von Bernd und Helga; Halbschwester von Bruno; Ehefrau von David; Exverlobte von Rokko; Exfreundin von Jürgen; Mutter von Lena; Tante von Danny; verlässt Berlin in Richtung Tahiti, besucht später ihre Familie in Berlin; kommt zurück nach Berlin |
| Mathis Künzler                                                    | David Hieronymus Seidel                     | 1–364 Spielfilm         | 2005–2006      | Ehemaliger Geschäftsführer bei Kerima Moda Bruder von Kim; Halbbruder von Richard; Sohn von Laura und Friedrich; Ehemann von Lisa; Exverlobter von Mariella; Exfreund von Monique; Exaffäre von Alexandra; Vater von Lena; Onkel von Caroline Laura; verlässt Berlin in Richtung Tahiti |
| Bruno und Nora: Episode 365–448 Bruno und Hannah: Episode 449–645 |                                             |                         |                | |
| Laura Osswald                                                     | Hannah Lehmann, geb. Refrath                | 1–364 Spielfilm 443–645 | 2005–2006 2007 | Designerin bei Kerima Moda Ehemalige Designer-Azubine bei Kerima Tochter von Peggy und René; Schwester von Tobias; Ehefrau von Bruno; Exfreundin von Mark; One-Night-Stand von Timo und Kim; Mutter von Danny; Tante von Lena; Nichte von Angelika; Cousine von Jenny |
| Tim Sander                                                        | Bruno Lehmann                               | 365–645                 | 2006–2007      | Schuster bei Kerima Moda, später Geschäftsführer und Mehrheitseigner von Kerima Moda Halbbruder von Lisa; Ehemann von Hannah; Sohn von Bernd und Doris; Exverlobter von Kim; Vater von Danny; Onkel von Lena |
| Julia Malik                                                       | Nora Lindbergh, geb. Amendola               | 365–448                 | 2006–2007      | ehemalige Designerin von Kerima Exfrau von Sven; Schwester von Paolo; Tante von Caroline Laura; Nichte von Carlotta; geht nach Italien zurück |

### Hauptdarsteller
Die folgende Tabelle ist nach der Reihenfolge des Einstiegs der Schauspieler geordnet.
Der Spielfilm gehört zwischen Episode 364 und 365.
| Schauspieler           | Rollenname                                 | Episoden                    | Zeitraum  | Bemerkungen |
| ---------------------- | ------------------------------------------ | --------------------------- | --------- | --- |
| Karim Köster           | Richard von Brahmberg                      | 1–245 310–343 364 Spielfilm | 2005–2006 | ehemaliger Geschäftsführer bei Kerima Moda Sohn von Sophie und Friedrich; Halbbruder von Mariella, Kim und David; Cousin von Luis und Jan; Exverlobter von Sabrina; Onkel von Lena und Caroline Laura;wird verhaftet                                                                             |
| Bianca Hein            | Mariella van der Lohe, geb. von Brahmberg  | 1–254 Spielfilm             | 2005–2006 | ehemalige PR-Chefin von Kerima Moda Ehefrau von Lars; Exverlobte von David; Tochter von Sophie und Claus; Halbschwester von Richard; zieht mit Lars nach Los Angeles; kommt zur Hochzeit von David und Lisa                                                                                      |
| Nina-Friederike Gnädig | Sabrina Hofmann                            | 1–363 Spielfilm             | 2005–2006 | ehemalige Empfangsdame und Richards Assistentin bei Kerima Moda Exverlobte von Richard; Exfreundin von Jürgen; zieht mit Abdullah weg |
| Stefanie Höner         | Inka Pietsch                               | 1–305 325–364 Spielfilm     | 2005–2006 | Ehemalige Verwaltungssekretärin und Assistentin der PR-Abteilung Mutter von Timo; Exfrau von Thomas; Exaffäre von Max; kündigt, da sie sich in Friedrich verliebt hat |
| Alexander Sternberg    | Maximilian „Max“ Petersen                  | 1–393 Spielfilm             | 2005–2006 | ehemaliger Personalchef von Kerima Moda Ehemann von Yvonne; Vater von Bärbel; Exaffäre von Inka; zieht mit Yvonne nach Hosena |
| Susanne Szell          | Agnes Hetzer                               | 1–234 Spielfilm 398–405     | 2005–2006 | ehemalige Cateringchefin bei Kerima Moda Zwillingsschwester von Lotte; Lebensgefährtin von Boris; zieht mit Boris in den Schwarzwald. Kommt zweimal zu Besuch nach Berlin. |
| Georgea Regout         | Hugo Haas                                  | 1–645 Spielfilm             | 2005–2007 | Modedesigner bei Kerima Moda Witwer von Britta |
| Ulrike Mai             | Helga Plenske                              | 1–645 Spielfilm             | 2005–2007 | Kioskbesitzerin ehemalige Kioskaushilfe; Cateringchefin bei Kerima Moda und Kosmetikerin Mutter von Lisa; Ehefrau von Bernd; Exfreundin von Martin; Oma von Lena |
| Volker Herold          | Bernd Plenske                              | 1–645 Spielfilm             | 2005–2007 | Hausmeister der Seidels ehemaliger Kfz-Mechaniker Vater von Lisa und Bruno; Ehemann von Helga; One-Night-Stand von Doris; Opa von Lena und Danny |
| Wilhelm Manske         | Friedrich Seidel                           | 1–645 Spielfilm             | 2005–2007 | Geschäftsführer und Mitbegründer von Kerima Moda Ehemann von Laura; Vater von David, Kim und Richard; Onkel von Luis und Jan; Exaffäre von Sophie; Opa von Lena und Caroline Laura |
| Olivia Pascal          | Laura Seidel geb. Stedten                  | 1–645 Spielfilm             | 2005–2007 | ehemalige Designerin bei Kerima Moda Mutter von David und Kim; Tante von Luis und Jan; Ehefrau von Friedrich; Exfreundin von Johannes; Oma von Lena und Caroline Laura |
| Gabrielle Scharnitzky  | Sophie von Brahmberg                       | 1–645 Spielfilm             | 2005–2007 | ehemalige Geschäftsführerin; ehemaliges Model und ehemalige PR-Beraterin bei Kerima Moda Mutter von Richard und Mariella; Witwe von Claus; Exaffäre von Friedrich, Viktor, Jorgos und Roberto; Freundin von Giorgio; geht mit Giorgio nach Italien                                               |
| Matthias Dietrich      | Timo Pietsch                               | 2–384                       | 2005–2006 | ehemaliger Runner bei Kerima Moda und ehemaliger Aushilfskellner im Wolfhardts Sohn von Inka und Thomas; Exfreund von Kim; One-Night-Stand von Hannah; Freund von Giuletta; geht mit Giuletta nach Südafrika                                                                                     |
| Oliver Bokern          | Jürgen Decker                              | 6–645 Spielfilm             | 2005–2007 | ehemaliger Kioskbesitzer Sohn von Traudl und Kurt; Exfreund von Lisa; Exfreund von Sabrina; Freund von Theresa; geht mit Theresa weg aus Berlin |
| Lara-Isabelle Rentinck | Kimberly Frederike „Kim“ Seidel            | 7–645 Spielfilm             | 2005–2007 | ehemalige Geschäftsführerin und Azubine von Kerima Moda Tochter von Friedrich und Laura; Schwester von David; Halbschwester von Richard; Exfrau von Paolo; Exverlobte von Bruno; Exfreundin von Timo; One-Night-Stand von Hannah; Mutter von Caroline Laura; Tante von Lena; Freundin von Thomas |
| Bärbel Schleker        | Yvonne Cindy-Renate Petersen, geb. Kuballa | 8–393 Spielfilm             | 2005–2006 | ehemalige Aushilfe im Kiosk und ehemalige Tiki-Bar-Barkeeperin Ehefrau von Max; Mutter von Bärbel; Exfreundin von Carsten; zieht mit Max nach Hosena |
| Manuel Cortez          | Robert Konrad „Rokko“ Kowalski             | 226–364 Spielfilm           | 2005–2006 | ehemaliger PR-Chef bei Kerima Moda Exverlobter von Lisa; geht zur Meditation nach Tibet und bleibt schließlich dort |
| Alexandra Seefisch     | Doreen Lindbergh, geb. Vogel               | 372–645                     | 2006–2007 | Sekretärin in der PR-Abteilung ehemalige Empfangsdame von Kerima Moda Ehefrau von Sven |
| Thorsten Feller        | Paolo Luigi Jan-Babtista Amendola †        | 376–645                     | 2006–2007 | Neffe von Carlotta; Bruder von Nora; Exmann von Kim; Vater von Caroline Laura; fällt in den Aufzugsschacht und stirbt |
| Matthias Gall          | Sven Lindbergh                             | 394–455 524–645             | 2006–2007 | Personalchef bei Kerima Moda Exmann von Nora; Ehemann von Doreen |
| Anja Thiemann          | Theresa Maria Funke                        | 402–645                     | 2006–2007 | ehemalige Praktikantin bei Kerima Moda Exfreundin von Luis; Freundin von Jürgen; verlässt mit Jürgen Berlin |
| Susanne Szell          | Lotte Hetzer                               | 404–645                     | 2006–2007 | Schnitt-Directrice von Kerima Moda Zwillingsschwester von Agnes |
| Daniel Roesner         | Luis Rothenburg                            | 419–645                     | 2006–2007 | Runner bei Kerima Moda Bruder von Jan; Neffe von Laura und Friedrich; Cousin von David, Kim und Richard; Exfreund von Theresa |
| Björn Harras           | Tobias Refrath                             | 540–541 553–645             | 2007      | Bruder von Hannah; Sohn von Peggy und René; Onkel von Danny; Neffe von Angelika; Cousin von Jenny |

### Nebendarsteller
Die folgende Tabelle ist nach der Reihenfolge des Einstiegs der Schauspieler geordnet.
| Schauspieler       | Rollenname                    | Episoden                                  | Zeitraum            | Bemerkungen |
| ------------------ | ----------------------------- | ----------------------------------------- | ------------------- | --- |
| Lilly Anders       | Ariane Sommerstädt            | 1–82 100–131 154–230 252–645 Spielfilm    | 2005–2007           | stellvertretende Empfangsdame bei Kerima Moda                                                                                |
| Isabel Arlt        | Simone Werth                  | 1–110 126–135 179–223 283–642             | 2005–2007           | Kellnerin im Wolfhardts |
| Cyrus Bruton       | Luke                          | 1–129 148–299 314–319 338–637             | 2005–2007           | Barkeeper und Geschäftsführer der Tiki-Bar                                                                                   |
| N.N.               | Sigrid                        | 2–14                                      | 2005                | erste Haushälterin der Seidels                                                                                               |
| Joachim Burg       | Manfred Werner                | 1–48 76–118 191 235–289 367–445           | 2005 2006 2006–2007 | Mitarbeiter bei Kerima Moda                                                                                                  |
| Michael Schütz     | Thomas Pietsch                | 21–75                                     | 2005                | Dichter und Autor Exmann von Inka; Vater von Timo; Exfreund von Britta; geht mit einer neuen Liebe nach Samoa mehrere Pausen |
| Susanne Berckhemer | Britta Haas, geb. Paul †      | 24 37–97 118–145 212–271                  | 2005–2006           | ehemalige Schneiderin bei Kerima Moda Ehefrau von Hugo; Exfreundin von Thomas; stirbt bei einem Autounfall                   |
| Claudia Weiske     | Gabriele Eckamp               | 28–147 161–300 328–645 Spielfilm          | 2005–2007           | zweite Haushälterin der Seidels                                                                                              |
| Clayton Nemrow     | Lars van der Lohe             | 52–113 184–228 243–254 Spielfilm          | 2005–2006           | Architekt Ehemann von Mariella zieht mit nach Los Angeles                                                                    |
| Gabriele Metzger   | Traudl Decker                 | 55–58 209–210 344–534                     | 2005–2007           | Kosmetikverkäuferin Mutter von Jürgen; Ehefrau von Kurt mehrere Pausen                                                       |
| Thomas Hinrich     | Kurt Decker                   | 55 209–210 266–567                        | 2005–2007           | Vater von Jürgen mehrere Pausen                                                                                              |
| Jean-Marc Birkholz | Marc Trojan                   | 72–74 141 161–162 192–193 254–307 344–504 | 2005–2007           | Fotograf Exfreund von Hannah mehrere Pausen                                                                                  |
| Shai Hoffmann      | Alexander „Alex“ Greifenhagen | 133–198 263–319                           | 2005–2006           | Ehemaliger Assistent von Sophie Exaffäre von Kim; kommt ins Gefängnis wegen Trittbrettfahrerei bei Davids Entführung         |
| Matthias Rott      | Boris Wudtke                  | 148–208 231–233                           | 2006                | Cateringmitarbeiter von Kerima Moda Freund von Agnes; zieht mit Agnes in den Schwarzwald                                     |
| Axel Röhrle        | Olaf Kern                     | 294–329                                   | 2006                | ehemaliger Assistent von Sophie                                                                                              |
| Ina Rudolph        | Katarina Dorn                 | 307–329                                   | 2006                | ehemalige Hauptkommissarin bei Davids Entführung                                                                             |
| Claudia Falco      | Anna                          | 314–359                                   | 2006–2007           | Schneiderin bei Kerima Moda                                                                                                  |
| Nora Düding        | Angelina Martens              | 338–405                                   | 2006                | ehemalige Assistentin von Sophie und ehemalige PR-Chefin bei Kerima Moda                                                     |
| Dieter Bach        | Johannes Fuchs                | 339–521                                   | 2006–2007           | Fitnesstrainer Exfreund von Laura                                                                                            |
| Katharina Koschny  | Doris Lehmann geb. Kranzler   | 373–645                                   | 2006–2007           | Mutter von Bruno; One-Night-Stand von Bernd; Oma von Danny mehrere Pausen                                                    |
| Alexander Wüst     | Hartmut Lühr                  | 451–517                                   | 2007                | mehrere Pausen |
| Roberto Guerra     | Roberto Donatelli †           | 476–535                                   | 2007                | Bruder von Giorgio; Affäre von Sophie; wurde von Sophie in Notwehr erschossen, nachdem er sie ermorden wollte                |
| Andrea Brix        | Hedwig Grobmann               | 488–540                                   | 2007                | mehrere Pausen |
| Axel Scholtz       | Herbert Pöhnke                | 496–636                                   | 2006–2007           | Lehrmeister Brunos aus Kahlene mehrere Pausen                                                                                |
| Maike Jüttendonk   | Judith Haake                  | 498–545                                   | 2007                | Studentin |
| Yvonne Hornack     | Peggy Refrath                 | 515–645                                   | 2007                | Kosmetikerin Mutter von Hannah und Tobias; Exfrau von René; Oma von Danny; Schwester von Angelika; Tante von Jenny           |
| David C. Bunners   | Maurice Maria Ming            | 529–582                                   | 2007                | Ehemaliger Modedesigner bei Kerima Moda                                                                                      |
| Mirjam Heimann     | Susanne „Susi“ Breuer         | 556–645                                   | 2007                | Empfangsdame bei Kerima Moda                                                                                                 |
| Dirk Schoedon      | René Refrath                  | 562–645                                   | 2007                | Vater von Hannah und Tobias; Exmann von Peggy; Opa von Danny                                                                 |
| Igor Jeftić        | Jan Rothenburg                | 584–638                                   | 2007                | ehemaliger PR- und Eventmanager von Kerima Moda Bruder von Luis; Neffe von Friedrich; Cousin von David, Kim und Richard      |

### Episodendarsteller
| Schauspieler       | Rollenname                   | Episoden          | Zeitraum  | Bemerkungen                                                                      |
| ------------------ | ---------------------------- | ----------------- | --------- | -------------------------------------------------------------------------------- |
| Sanna Englund      | Alexandra van Dreesen        | 6–9               | 2005      |                                                                                  |
| Astrid Posner      | Monique Westermann           | 19–26             | 2005      | freie Mode-Journalistin Exfreundin von David; verlässt Berlin                    |
| Wolfgang Mondon    | Wolfgang Blum                | 19–33             | 2005      | Stoffelieferant                                                                  |
| Ben Braun          | Jorgos Xanthippos            | 46–49 130–131     | 2005      | bekanntes Model                                                                  |
| Susan Hoecke       | Model Magdalena              | 47–49             | 2005      | bekanntes Model                                                                  |
| Annett Fleischer   | Verena Prinz                 | 73–76             | 2005      | bekanntes Model                                                                  |
| Roman Rossa        | Viktor Karski                | 76–110 149–150    | 2005      | Geschäftsmann, ehemaliger Mehrheitseigner von Kerima Moda Exaffäre von Sophie    |
| Ruth Höfel         | Berta Schuppke               | 94–95             | 2005      | Nachbarin von Hugo Haas, sagt als Zeugin des Diebstahls bei Hugo aus-gegen David |
| Janin Reinhardt    | Alexandra „Alex“ Weidenstein | 271–274           | 2005      | Rolle aus Lotta in Love                                                          |
| Cathlen Gawlich    | Karen Stemmler               | 277–537           | 2005–2007 | Reporterin mehrere Pausen                                                        |
| Christian Rogler   | Abdullah Suleiman III.       | 359–363 Spielfilm | 2006      | Scheich Lebensgefährte von Sabrina; geht mit ihr in seine Heimatstadt            |
| Maike Billitis     | Giuletta Malsani             | 373–384           | 2006      | bekanntes Model Freundin von Timo; zieht mit Timo nach Italien                   |
| Peter Raffalt      | Martin König                 | 386–406           | 2006      | Jugendliebe von Helga                                                            |
| Kristina van Eyck  | Carlotta Amendola            | 412–424 640–645   | 2006 2007 | Tante von Paolo und Nora; Familienoberhaupt der Amendolas                        |
| Roberto Guerra     | Giorgio Donatelli            | 626–645           | 2007      | Bruder von Roberto; Freund von Sophie; geht mit Sophie nach Italien              |
| Claudio Maniscalco | Luigi                        | 640–643           | 2007      | hilft Paolo dabei Kim zu entführen                                               |

## Prominente Gastauftritte
Bei Verliebt in Berlin gab es schon mehrere prominente Gastauftritte:
- Annabelle Mandeng als sie selbst (Episode 8)
- Ilka Bessin (Cindy aus Marzahn) als Fischverkäuferin (Episode 19)
- Bettina Cramer als sie selbst (Episode 37)
- Uta Kargel als Model
- Yvonne Schröder als Marlies Johannsen

## Regie
| Regisseur(in)        | Episoden |
| -------------------- | --- |
| Silke Bäurich        | (600–604) (635–639) |
| Winfried Bonengel    | (241–245) (451–454) (465–469) |
| Hans-Henning Borgelt | (1–10) (365–369) |
| Christof Brehmer     | (141–145) |
| Petra Clever         | (61–65) (81–85) (181–185) (206–210) |
| Cornelia Dohrn       | (21–25) (46–50) (66–70) (116–120) (191–195) (291–295) (316–320) (341–345) (390–394) (415–419) (455–459) (475–479) (500–504) (525–529) (575–579) (605–609) (640–645)                                            |
| Joris Hermans        | (1–10) (26–30) (51–55) |
| Edgar Kaufmann       | (216–220) |
| Klaus Kemmler        | (166–170) (261–265) (286–290) (311–315) (336–340) (361–364) (375–379) (400–404) (425–429) (460–464) (490–494) (520–524) (545–549) (570–574) (595–599) (620–624)                                                |
| Sabine Landgraeber   | (86–90) (126–130) (151–155) (186–190) (211–215) (251–255) (276–280) (301–305) (326–330) (356–360) (385–389) (435–439) (480–484) (505–509) (530–534) (585–589) (610–614) (630–634)                              |
| Andreas Morell       | (31–35) (161–165) |
| Julia Peters         | (405–409) (470–474) (550–554) (590–594) (625–629) |
| Laurenz Schlüter     | (91–95) (111–115) (136–140) (176–180) (201–205) (226–230) (246–250) (296–300) (321–325) (346–350) (440–444) (495–499) (535–539)                                                                                |
| Markus Schmidt-Märkl | (101–105) (236–240) (266–270) (351–355) (380–384) (430–434) (445–450) (560–564) |
| Svend Stein-Angel    | (555–559) (580–584) |
| Peter Zimmermann     | (11–15) (36–40) (56–60) (76–80) (106–110) (131–135) (156–160) (231–235) (256–260) (410–414) (515–519) (565–569)                                                                                                |
| Micaela Zschieschow  | (16–20) (41–45) (71–75) (96–100) (121–125) (146–150) (171–175) (196–200) (221–225) (270–275) (281–285) (306–310) (331–335) (Das Ja-Wort) (370–374) (395–399) (420–424) (485–489) (510–514) (540–544) (615–619) |

## Dramaturgie
Stabliste vom 29. Juni 2007 in alphabetischer Reihenfolge je Aufgabenbereich.
| Autor(in)            | Funktion                                |
| -------------------- | --------------------------------------- |
| Michael W. Esser     | Chefautor                               |
| Peter Schlesselmann  | Chefautor                               |
| Dirk Carow           | Leitung Scriptdepartment                |
| Anik Feit            | Script-Edit                             |
| Cecilia Malmström    | Script-Edit                             |
| Jochen Gaida         | Script-Edit Assistant                   |
| Jan Friedhoff        | Story-Edit                              |
| Julia Hutter         | Story-Edit                              |
| Christian Schünemann | Storyliner                              |
| Josefine Klemm       | Storylinerin                            |
| Kati Faude           | Storylinerin, Dialogautorin, Scriptedit |
| Leticia Milano       | Storylinerin                            |
| Lydia Schuth         | Storylinerin                            |
| Kerstin Behrens      | Storylinerin                            |
| Daniela Lütz         | Drehbuchkoordination                    |
| Dinah Stratenwerth   | Dialoglisten                            |
| Rebecca Thiede       | Dialoglisten                            |
| Clemens Aufderklamm  | Autor                                   |
| Holger Badura        | Autor                                   |
| Anja Beyer           | Autorin                                 |
| Karen Beyer          | Autorin                                 |

| Autor(in)                | Funktion                                            |
| ------------------------ | --------------------------------------------------- |
| Christiane Bubner        | Autorin                                             |
| Andreea Clucerescu       | Autorin                                             |
| David Wiedner            | Autor                                               |
| Jörg-Michael Friedrich   | Autor                                               |
| Susanne Fülscher         | Autorin                                             |
| Volker Heymann           | Autor                                               |
| Silke Kaiser             | Autorin                                             |
| Manfred Kosmann          | Autor                                               |
| Herbert Kugler/Tom Maier | Autor                                               |
| Stefan Kuhlmann          | Autor                                               |
| Caroline Labusch         | Autorin, Storylinerin, Co-Autorin Serien-Konzeption |
| Reiner Lücker            | Autor                                               |
| Martin Maurer            | Autor                                               |
| Ulrike Molsen            | Autorin                                             |
| Stefan Rehberger         | Autor                                               |
| Simone Veenstra          | Autorin                                             |
| Michael Wallner          | Autor                                               |
| Tanja Weber              | Autorin                                             |
| Stefan Wellner           | Autor                                               |
| Heiko Zupke              | Autor                                               |

## Einschaltquoten
Die folgenden Tabellen zeigt eine Auswahl der gemessenen Einschaltquoten.

### Staffel 1
| Datum                                       | Zuschauer | Zuschauer       | Marktanteil | Marktanteil     | Quelle |
| Datum                                       | Gesamt    | 14 bis 49 Jahre | Gesamt      | 14 bis 49 Jahre | Quelle |
| ------------------------------------------- | --------- | --------------- | ----------- | --------------- | ------ |
| 28. Februar 2005 (1. Folge)                 | 3,53 Mio. | 1,75 Mio.       | 12,1 %      | 16,6 %          | [ 37 ] |
| 1. März 2005                                | 3,64 Mio. | 1,79 Mio.       | –           | 17,1 %          | [ 38 ] |
| 2. März 2005                                | 3,64 Mio. | 1,61 Mio.       | 12,6 %      | 16,1 %          | [ 38 ] |
| 7. März 2005                                | 3,93 Mio. | 2,09 Mio.       | 13,6 %      | 20,1 %          | [ 39 ] |
| 9. März 2005                                | 4,15 Mio. | –               | 14,6 %      | 21,4 %          | [ 40 ] |
| 10. März 2005                               | 4,46 Mio. | 2,24 Mio.       | 15,9 %      | 22,3 %          | [ 41 ] |
| 17. März 2005                               | 4,03 Mio. | –               | –           | 22,6 %          | [ 42 ] |
| 23. März 2005                               | 4,09 Mio. | 2,13 Mio.       | 15,9 %      | 23,3 %          | [ 43 ] |
| 4. April 2005                               | –         | 1,71 Mio.       | –           | 19,4 %          | [ 44 ] |
| 26. April 2005 (40. Folge)                  | 4,16 Mio. | 2,2 Mio.        | 16,8 %      | 24,8 %          | [ 45 ] |
| 23. Juni 2005                               | –         | –               | –           | 21,4            | [ 46 ] |
| 17. Juli 2005 (Making-Of)                   | 1,74 Mio  | 1,10 Mio.       | 8,6 %       | 14,4 %          | [ 47 ] |
| 18. August 2005                             | –         | –               | –           | 22,3 %          | [ 48 ] |
| 1. September 2005                           | –         | –               | –           | 26,6 %          | [ 49 ] |
| 29. November 2005                           | 4,55 Mio. | –               | –           | 22,9 %          | [ 50 ] |
| 17. Januar 2006                             | 5,35 Mio. | 2,77 Mio.       | 17,7 %      | 25,0 %          | [ 51 ] |
| 26. April 2006                              | 4,28 Mio. | –               | –           | 26,0 %          | [ 52 ] |
| 2. Mai 2006                                 | –         | –               | –           | 27,2 %          | [ 53 ] |
| 4. Mai 2006                                 | 3,69 Mio. | 1,84 Mio.       | –           | 25,7 %          | [ 54 ] |
| 7. Juni 2006                                | 3,89 Mio. | 1,88 Mio.       | 18,1 %      | 25,7 %          | [ 55 ] |
| 7. Juni 2006 (Special 20:15 Uhr)            | 4,55 Mio. | 2,83 Mio.       | 17,4 %      | 22,7 %          | [ 55 ] |
| 7. Juni 2006 (Special 20:45 Uhr)            | 5,11 Mio. | 2,83 Mio.       | 17,4 %      | 23,2 %          | [ 55 ] |
| 9. Juni 2006 (Special)                      | –         | 1,00 Mio.       | –           | 3,8 %           | [ 56 ] |
| 10. Juli 2006 (Doppelfolge 19:15 Uhr)       | 4,01 Mio. | 2,13 Mio.       | 20,1 %      | 27,0 %          | [ 57 ] |
| 10. Juli 2006 (Doppelfolge 19:45 Uhr)       | 4,59 Mio. | 2,43 Mio.       | 20,7 %      | 27,5 %          | [ 57 ] |
| 22. August 2006 (19:45 Uhr)                 | 4,56 Mio. | 2,51 Mio.       | 17,3 %      | 24,8 %          | [ 58 ] |
| 1. September 2006 (Der Countdown 19:15 Uhr) | 3,89 Mio. | 2,01 Mio.       | –           | 25,5 %          | [ 59 ] |
| 1. September 2006 (Das Finale 20:15 Uhr)    | 7,35 Mio. | 4,33 Mio.       | 25,9 %      | 38,6 %          | [ 59 ] |
| 1. September 2006 (Special 22:20 Uhr)       | 5,96 Mio. | 3,55 Mio.       | 25,2 %      | 33,6 %          | [ 59 ] |

Ab dem 11. April 2005 wurden die ersten Folgen als Wiederholung für zwei Wochen werktäglich ab 23.15 Uhr ausgestrahlt. Entgegen der täglichen Ausstrahlungen war die Wiederholung der ersten vier Folgen am 17. Juli 2005 nicht erfolgreich: lediglich 1,48 Millionen Zuschauer bei 5,5 Prozent Gesamtmarktanteil sahen zu. In der Zielgruppe der 14- bis 49-Jährigen waren dies 0,89 Millionen, was einen Marktanteil von 8,3 Prozent bedeutet.
Nach den ersten 14 Folgen lag der Marktanteil in der Zielgruppe bei durchschnittlich 19,7 Prozent. Die durchschnittliche Gesamtzuschauerzahl betrug im Mai 2005 etwa vier Millionen bei einem Gesamtmarktanteil von etwa 21,3 Prozent Marktanteil in der Zielgruppe.
Während der Fußball-Weltmeisterschaft 2006 wurden insgesamt 19 Spezialausgaben gezeigt, in welchen die Protagonisten und ihre Geschichten genauer beleuchtet wurden. Diese konnten insgesamt jedoch nur mäßige Quoten aufweisen, die unter Senderdurchschnitt lagen.

### Staffel 2
| Datum                                                                        | Zuschauer | Zuschauer       | Marktanteil | Marktanteil     | Quelle |
| Datum                                                                        | Gesamt    | 14 bis 49 Jahre | Gesamt      | 14 bis 49 Jahre | Quelle |
| ---------------------------------------------------------------------------- | --------- | --------------- | ----------- | --------------- | ------ |
| 4. September 2006 (1. Folge)                                                 | 3,30 Mio. | 1,78 Mio.       | 14,8 %      | 21,8 %          | [ 61 ] |
| 5. September 2006                                                            | 3,21 Mio. | –               | 14,8 %      | 21,6 %          | [ 62 ] |
| 11. September 2006                                                           | 2,80 Mio. | –               | –           | 17,8 %          | [ 63 ] |
| 18. September 2006                                                           | 2,92 Mio. | 2,1 Mio.        | –           | 16,1 %          | [ 64 ] |
| 19. September 2006                                                           | 3,22 Mio. | –               | –           | 17,7 %          | [ 65 ] |
| 20. September 2006                                                           | –         | –               | –           | 17,3 %          | [ 66 ] |
| 4. Oktober 2006                                                              | 2,49 Mio. | 1,2 Mio.        | 9,9 %       | 13,5 %          | [ 67 ] |
| 5. Oktober 2006                                                              | 2,53 Mio. | –               | –           | 14,6 %          | [ 68 ] |
| 6. Oktober 2006                                                              | –         | –               | –           | 12,7 %          | [ 69 ] |
| 10. Oktober 2006                                                             | 2,67 Mio. | 1,36 Mio.       | –           | 15,7 %          | [ 69 ] |
| 17. Oktober 2006                                                             | 2,63 Mio. | 1,22 Mio.       | –           | 13,4 %          | [ 70 ] |
| 18. Oktober 2006                                                             | 2,46 Mio. | 1,14 Mio.       | 9,3 %       | 11,8 %          | [ 71 ] |
| 23. Oktober 2006                                                             | 2,38 Mio. | 1,10 Mio.       | 8,7 %       | 11,3 %          | [ 72 ] |
| 23. Oktober 2006                                                             | –         | –               | –           | 11,0 %          | [ 73 ] |
| 26. Oktober 2006                                                             | 2,57 Mio. | –               | 10,3 %      | 13,1 %          | [ 73 ] |
| 1. November 2006                                                             | –         | –               | 7,8 %       | 10,0 %          | [ 74 ] |
| 6. November 2006                                                             | 2,63 Mio. | 1,25 Mio.       | 9,3 %       | 12,4 %          | [ 75 ] |
| 21. November 2006                                                            | 2,42 Mio. | –               | –           | 10,9 %          | [ 76 ] |
| 18. Dezember 2006                                                            | 2,19 Mio. | 0,91 Mio.       | 8,1 %       | 9,5 %           | [ 77 ] |
| 2. Januar 2007                                                               | 2,29 Mio. | –               | –           | 10,2 %          | [ 78 ] |
| 4. Januar 2007 (erste Folge mit Laura Osswald als weitere Hauptdarstellerin) | 2,47 Mio. | 1,08 Mio.       | 8,6 %       | 10,6 %          | [ 79 ] |
| 9. Januar 2007                                                               | 2,41 Mio. | 1,05 Mio.       | 8,4 %       | 10,3 %          | [ 80 ] |
| 17. Januar 2007                                                              | 2,42 Mio. | 1,00 Mio.       | 8,6 %       | 10,0 %          | [ 81 ] |
| 22. Januar 2007                                                              | 2,44 Mio. | –               | –           | –               | [ 82 ] |
| 23. Januar 2007                                                              | 2,86 Mio. | 1,30 Mio.       | 9,8 %       | 12,5 %          | [ 82 ] |
| 26. Januar 2007 (Special)                                                    | 3,14 Mio. | 1,41 Mio.       | 10,8 %      | 13,7 %          | [ 83 ] |
| 1. Februar 2007                                                              | –         | –               | –           | 8,2 %           | [ 84 ] |
| 6. Februar 2007                                                              | 2,38 Mio. | –               | 9,7 %       | 8,2 %           | [ 85 ] |
| 7. März 2007                                                                 | 2,42 Mio. | –               | –           | 11,3 %          | [ 86 ] |
| 11. April 2007                                                               | –         | –               | –           | > 11,0 %        | [ 87 ] |
| 12. April 2007                                                               | –         | –               | –           | > 11,0 %        | [ 87 ] |
| 13. April 2007                                                               | –         | 0,91 Mio.       | –           | 13,2 %          | [ 87 ] |
| 16. April 2007 (Erste Folge Rückkehr Alexandra Neldel)                       | 3,04 Mio. | 1,51 Mio.       | 14,5 %      | 19,8 %          | [ 88 ] |
| 17. April 2007                                                               | 3,24 Mio. | –               | 17,6 %      | –               | [ 89 ] |
| 18. April 2007                                                               | –         | 1,46 Mio.       | –           | 16,5 %          | [ 90 ] |
| 20. April 2007                                                               | –         | –               | –           | 14,1 %          | [ 91 ] |
| 30. April 2007                                                               | 2,02 Mio. | –               | 11,8 %      | –               | [ 92 ] |
| 7. Mai 2007 (Letzte Folge Rückkehr Alexandra Neldel)                         | 2,56 Mio. | 2,02 Mio.       | 11,8 %      | 12,4 %          | [ 93 ] |
| 10. Mai 2007                                                                 | –         | –               | 10,7 %      | 12,6 %          | [ 94 ] |
| 22. Mai 2007                                                                 | 1,83 Mio. | 0,77 Mio.       | 8,4 %       | 9,8 %           | [ 95 ] |
| 2. Juli 2007                                                                 | –         | –               | –           | 8,8 %           | [ 84 ] |
| 3. Juli 2007                                                                 | –         | 0,70 Mio.       | –           | 8,4 %           | [ 84 ] |
| 25. September 2007                                                           | –         | –               | –           | 9,0 %           | [ 96 ] |
| 8. Oktober 2007                                                              | –         | –               | –           | 11,7 %          | [ 97 ] |
| 9. Oktober 2007                                                              | –         | –               | –           | 11,3 %          | [ 97 ] |
| 10. Oktober 2007                                                             | –         | 1,13 Mio.       | –           | 12,5 %          | [ 97 ] |
| 12. Oktober 2007 (Finale)                                                    | 2,65 Mio. | 1,25 Mio.       | 10,5 %      | 14,1 %          | [ 98 ] |

Kurz nach Beginn der zweiten Staffel Verliebt in Berlin startete auf RTL die Serie Alles was zählt auf ähnlichem Sendeplatz, sodass beide Serien in ständiger Konkurrenz um Zuschauer standen.